# Amelogenesi
L'amelogenesi è la fase dell'odontogenesi durante la quale gli ameloblasti formano lo smalto dei denti.

## Formazione dello smalto
Gli ameloblasti sono cellule altamente specializzate, di origine ectodermica, che si differenziano su stimolo degli odontoblasti, per assumere forma e funzioni indispensabili per la produzione dello smalto.

### Sintesi e Secrezione
Nella prima fase gli ameloblasti producono una sostanza amorfa, costituita da liquidi e proteine (enameline e amelogenine), che depongono tra di loro e la dentina prodotta dagli odontoblasti. Durante questo processo indietreggiano, facendo in modo che lo strato di smalto aumenti progressivamente. L'apposizione di questa sostanza inizia dalla superficie interna del dente, e procede in senso cervicale.

### Maturazione
Quando gli ameloblasti hanno prodotto sostanza amorfa in quantità tali da occupare l'intero spessore dello smalto, subiscono modificazioni morfologiche e funzionali che comportano una modifica della loro attività. Iniziano quindi a riassorbire liquidi e materiale organico dalla sostanza amorfa precedentemente secreta, quindi vi immettono sali di Calcio. 

Tale processo di mineralizzazione continua fino a quando il materiale inorganico costituisce il 96% dello smalto, con cristalli di idrossiapatite disposti in fasci, separati da sottilissimi spessori di materiali organici. A questo punto gli ameloblasti si atrofizzano e muoiono.

## Anomalie dell'amelogenesi
Durante la formazione dello smalto possono incorrere numerose patologie che alterano la struttura dello smalto, determinando disturbi estetici ed una maggiore esposizione al rischio di carie per una maggiore difficoltà nello spazzolamento e pulitura dei denti ed una minore resistenza intrinseca dello smalto agli insulti batterici.

### Ipoplasia dello smalto
Per ipoplasia dello smalto si intende la presenza di cavitazioni sulla superficie dello smalto, che possono essere tanto profonde da esporre la dentina.
Le cause possono essere:
- alterato sviluppo dell'organo dello smalto durante l'odontogenesi
- malattie gravi o lunghi periodi con febbre alta durante lo sviluppo dei denti, che determina una depressione circolare attorno alla corona dei denti.

### Fluorosi
Un'ingestione di quantità eccessive di Fluoro durante l'amelogenesi provoca macchie rossicce sullo smalto dei denti, dovuto alla sostituzione del Calcio con il Fluoro durante la mineralizzazione dello smalto.

### Amelogenesi imperfetta
A causa di mutazioni della Enamelisina (MMP-20) o della Enamelina (ENAM), l'ipoplasia dello smalto può essere accompagnata da una pigmentazione bruna nelle aree ipoplasiche.

### Dente di Hutchinson
Formazione di denti soprattutto incisivi, con un mammellone iposviluppato tale da dare una tipica tacca sul bordo incisale e denti poco sviluppati e comunque ipomineralizzati. Tradizionalmente segno patognomonico della sifilide congenita (cosa per altro contraddetta da recenti studi).

### Dente di Turner
Ipoplasia dello smalto localizzata sui premolari inferiori, che risulteranno carenti di smalto. In alcune zone le lacune possono essere riempite di cemento radicolare.

### Perle dello smalto
Sono piccole formazioni di smalto presenti sulla superficie radicolare, di solito singolarmente, a forma sferoidale. Si ritiene siano il prodotto di invaginazioni dell'organo dello smalto durante il processo di odontogenesi.

### Melanodontia infantile
Si può manifestare nella prima infanzia, con la comparsa di chiazze melanotiche sulla superficie dentale, con conseguente sgretolamento dello smalto.

### Distrofia da tetracicline
L'assunzione di tetracicline durante i primi sei mesi di vita, o durante gli ultimi tre mesi di gestazione, determina una ipoplasia dello smalto dovuta al fatto che il farmaco si lega al Calcio durante la mineralizzazione, provocando aree depresse sulla corona dentale con una colorazione giallo - bruna.